# وارويك وارد
وارويك وارد (بالإنجليزية: Warwick Ward)‏ هو منتج أفلام وكاتب سيناريو وممثل بريطاني (وحمل سابقاً جنسية المملكة المتحدة لبريطانيا العظمى وأيرلندا)، ولد في 3 ديسمبر 1891 في المملكة المتحدة، وتوفي بنفس المكان في 9 ديسمبر 1967.

## وصلات خارجية
- وارويك وارد على موقع IMDb (الإنجليزية)
- وارويك وارد على موقع ألو سيني (الفرنسية)
- وارويك وارد على موقع أول موفي (الإنجليزية)
- وارويك وارد على موقع قاعدة بيانات الأفلام السويدية (السويدية)
- وارويك وارد على موقع قاعدة بيانات الفيلم (الإنجليزية)
- وارويك وارد على موقع كينوبويسك (الروسية)